# 1924年の日本公開映画
- 映画 > 映画の一覧 > 年度別日本公開映画 > 1924年の日本公開映画
- 映画 > 1924年の映画 > 1924年の日本公開映画

1924年の日本公開映画（1924ねんのにほんこうかいえいが）では、1924年（大正13年）1月1日から同年12月31日までに日本で商業公開された映画の一覧を記載。作品名の右の丸括弧内は製作国を示す。
記載の凡例については年度別日本公開映画#凡例を参照

## 作品一覧
日本映画だけで523作品が公開された。

### 1月
- 嵐の国のテス（アメリカ）
- 過去からの呼声（イタリア）[2]
- 孔雀の路（アメリカ）
- 白絹の女（アメリカ）
- 7日
  - 渡し守と武士（日本）
- 13日
  - 快傑鷹（日本）

### 2月
- 愛の燈明（アメリカ）
- 不滅の情火（アメリカ）

### 3月
- 女の魅力（アメリカ）
- 人生のメリー・ゴーラウンド（ドイツ）
- 放埓娘（アメリカ）
- 若きダイアナ（アメリカ）
- 23日
  - はたちの頃（日本）

### 4月
- 久遠の微笑（アメリカ）
- 国民の創生（アメリカ）
- 人形の家（アメリカ）
- メリー・ゴー・ラウンド（アメリカ）

### 5月
- シャーロック・ホームズ（アメリカ）
- ベラ・ドンナ（アメリカ）
- 舞姫悲し（アメリカ）
- 1日
  - 酒中日記（日本）
- 8日
  - 春風怨（日本）
- 31日
  - 女殺油地獄（日本）

### 6月
- 26日
  - 怪傑ダントン（ドイツ）

### 7月
- 平民宰相（アメリカ）
- 11日
  - 大尉の娘（日本）

### 8月
- カルメン（ドイツ）
- 極北の怪異（アメリカ）

### 9月
- 尖塔の声（アメリカ）
- ホリウッド（アメリカ）
- 幌馬車（アメリカ）
- 5日
  - 逆流（日本）

### 10月
- 巴里の女性（アメリカ）
- 舞姫ザザ（アメリカ）
- ロジタ（アメリカ）
- 1日
  - 断雲（日本）
- 3日
  - ノートルダムの傴僂男（アメリカ）[3] - 5月18日に帝国ホテル演芸場で先行上映[4]
  - 結婚哲学（アメリカ）[5]
- 17日
  - ロビンフットの夢（日本）
- 17日
  - 椿姫（アメリカ）[6]

### 11月
- 思ひ出（ドイツ）
- 西班牙の踊子（アメリカ）
- チート（アメリカ）
- 21日
  - 嘆きの孔雀（日本）

### 12月
- 寵姫ズムルン（ドイツ）
- 31日
  - 不如帰浪子（日本）